# Judith H. Myers
 (mars 2019).
Si vous disposez d'ouvrages ou d'articles de référence ou si vous connaissez des sites web de qualité traitant du thème abordé ici, merci de compléter l'article en donnant les références utiles à sa vérifiabilité et en les liant à la section « Notes et références ».
Pour les articles homonymes, voir Myers.
Judith (Judy) H. Myers est une écologue américano-canadienne. En 2014, elle est élue présidente de la Société canadienne d’écologie et d’évolution. Judith Myers est connue pour ses travaux concernant les interactions entre plantes, animaux et microbes, telles que les épidémies d’insectes ravageurs et les pathogènes et virus affectant les insectes. Elle a aussi produit un travail séminal sur les techniques de lutte biologique contre les insectes et les plantes, en particulier des espèces invasives. Durant sa carrière, elle a aussi milité vigoureusement pour une meilleure représentation et la participation des femmes dans les disciplines STIM (science, technologie, ingénierie et mathématiques). 
Judith Myers est une fiduciaire de la Société canadienne d’entomologie ; en 2004, elle reçoit la Médaille d’or de cette société pour ses travaux théoriques et pratiques de lutte biologique. Elle est aussi récipiendaire du McCarthy Award accordé par l’Association professionnelle de lutte biologique de Colombie Britannique. En tant qu’auteure, ses travaux sont largement disponibles dans les bibliothèques du monde entier.

## Publications principales
- (en) C.J. Krebs, J.H. Myers, Population cycles in small mammals, Advances in Ecological Research, vol. 8, Londres, Academic Press, 1974, p. 267–399  (ISBN 9780120139088).
- (en) J.H. Myers, Can a general hypothesis explain population-cycles of forest Lepidoptera, Advances in Ecological Research no 18, 1988, p. 179-242.
- (en) J.H. Myers et al., Eradication revisited: dealing with exotic species, Annual Review of Ecology, Evolution and Systematics no 20, 2000, p. 331–348. Cette publication est l'une des plus connues de la professeure Judy Myers ; elle a été citée plus de 700 fois.
- (en) J.S. Cory, J.H. Myers, The ecology and evolution of insect Baculoviruses, Annual Review of Ecology, Evolution and Systematics no 34, 2003, p. 239–272.
- (en) Judy Myers, Dawn R. Bazely, Ecology and Control of Introduced Plants, Cambridge University Press, 2003. Cette monographie a été sélectionnée en tant qu'American Library Association Choice Outstanding Academic Title en 2005.
- (en) J.H. Myers, J.S. Cory, Population cycles in forest Lepidoptera revisited, Annual Review of Ecology, Evolution and Systematics no 44, 2013, p. 565-592.
- (en) J.H. Myers, R.M. Sarfraz, Impacts of insect herbivores on plant populations, Annual Review of Entomology no 62, 2017, p. 207–230.

## Prix et récompenses
- 2004 : médaille d'or de l'Entomological Society Canada (Société entomologique du Canada)[1].
- 2009 : prix McCarthy pour l'ensemble de ses réalisations et membre honoraire élu de la Professional Pest Management Association of British Columbia[2] (Association professionnelle de la lutte antiparasitaire de la Colombie-Britannique).
- 2015 : élue membre honoraire de la Société entomologique du Canada.
- 2018 : prix Cornerstone pour les contributions aux femmes en STIM de l'université de Chatham, à Pittsburg.